# Ottó Boros
Ottó Boros (Békécsabi, 5. kolovoza 1929. – Szolnok, 18. prosinca 1988.), mađarski vaterpolist.
Bio je sudionikom 101 utakmice za Mađarsku, te Olimpijskih igara 1956. i 1960., kada je bio osvajačem dvaju zlatnih odličja.
1954., 1958. i 1962. je bio sudionikom europskih prvenstava, na kojima je s mađarskom izabranom vrstom bio prvakom.
Nakon što je 1956. mađarska revolucija bila ugušena, Boros je bio među petoricom igrača, koji se jesu nakon olimpijskih igara vratili u Mađarsku.